# 3月28日
3月28日（さんがつにじゅうはちにち）は、グレゴリオ暦で年始から87日目（閏年では88日目）にあたり、年末まであと278日ある。

## できごと

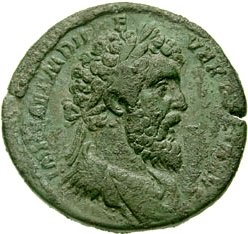
ディディウス・ユリアヌス、競売で帝位を落札しローマ皇帝に就任（193年）。66日後には処刑された。

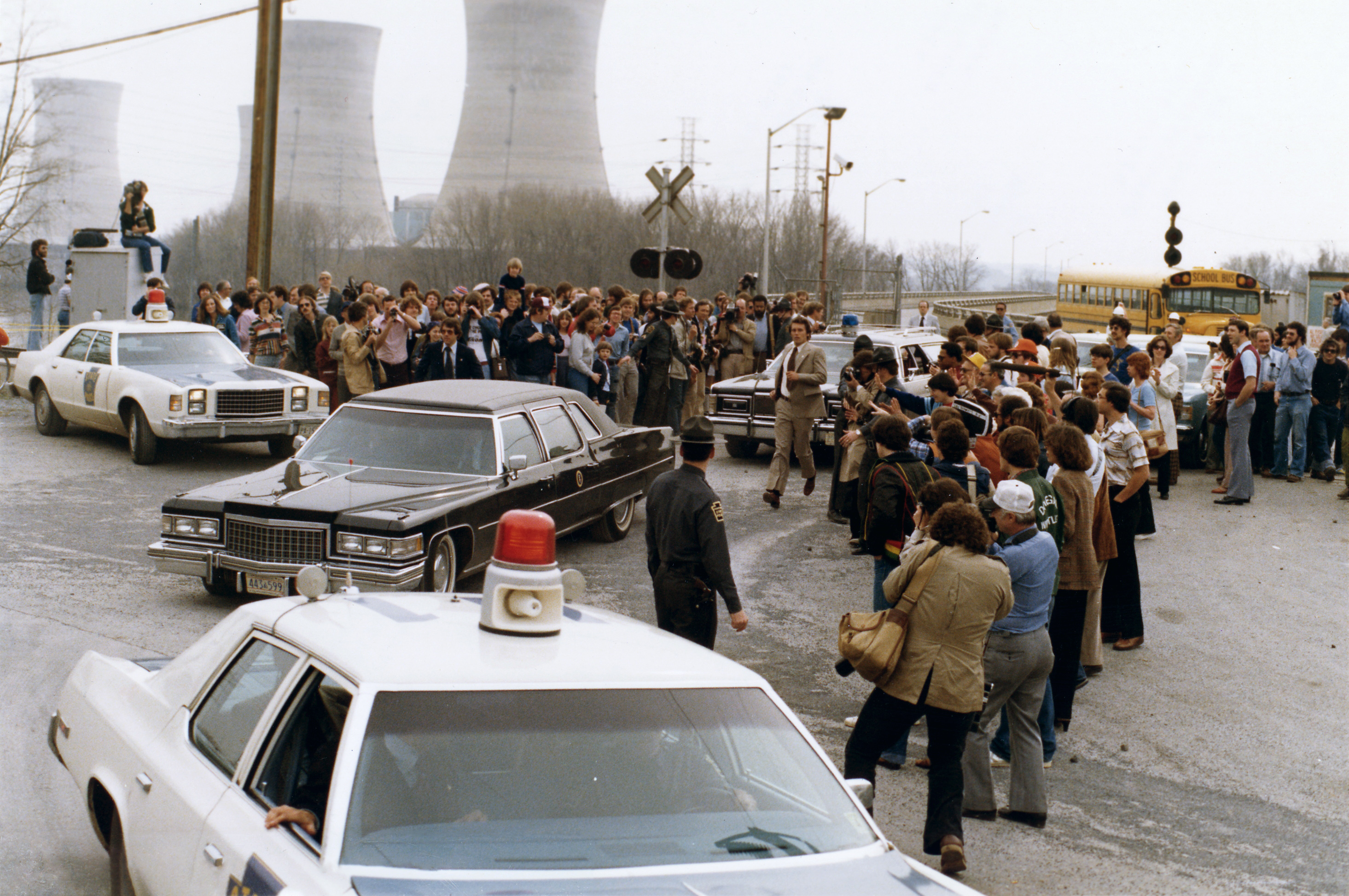
スリーマイル島原子力発電所事故 (1979) 。画像は4月1日に現地を視察した大統領ジミー・カーター。

- 193年 - ディディウス・ユリアヌスが親衛隊の帝位の「公開競売」を落札しローマ皇帝に即位。
- 364年 - ローマ皇帝ウァレンティニアヌス1世が、弟のウァレンスを共同皇帝とする。
- 1336年（延元元年2月15日） - 光厳上皇の新田義貞追討の院宣が備後の鞆の足利尊氏のもとに到着。
- 1531年（享禄4年3月10日） - 中嶋の戦いはじまる。
- 1802年 - ヴィルヘルム・オルバースが2番目の小惑星パラスを発見。2006年に最大の小惑星ケレスが準惑星に分類されたため、パラスは小惑星帯最大の小惑星となった[1]。
- 1854年 - クリミア戦争: イギリスとフランスがロシア帝国に宣戦布告し、クリミア戦争が開戦。
- 1861年（文久元年2月19日） - 元号が万延から文久に改元。
- 1871年 - パリ市庁舎でパリ・コミューンの成立を宣言[2]。
- 1876年 - 日本の明治政府が廃刀令を発布。
- 1890年 - 日本最初の民間鉄道車両メーカー「平岡工場」が開業。
- 1894年 - 金玉均が上海で朝鮮政府の刺客により暗殺される。
- 1900年 - スウェーデンの探検家・地理学者のスウェン・ヘディンによって、廃墟になっていたシルクロードの古代都市が発見される[3]。
- 1901年 - 北海道会法・北海道地方費法公布。北海道が府県と同等の地方公共団体となる。
- 1913年 - 陸軍所沢飛行場で着陸寸前の陸軍機が墜落し、木村鈴四郎・徳田金一両中尉が死亡。日本初の飛行機死亡事故。
- 1920年 - 平塚らいてう・市川房枝らが新婦人協会の発会式を行う。
- 1929年 - 国宝保存法公布。
- 1930年 - トルコが、首都アンゴラをアンカラに、コンスタンティノープルをイスタンブールに改称。
- 1938年 - 南京に中華民国維新政府が成立。
- 1940年 - 敵性語追放: 日本の内務省が藤原釜足やディック・ミネら16人に芸名の改名を指示。
- 1950年 - 女子プロ野球の日本女子野球連盟が発足。
- 1959年 - 中華人民共和国国務院がチベット政府を解散させる。
- 1959年 - 千鳥ケ淵戦没者墓苑が竣工。
- 1960年 - カトリック東京大司教・土井辰雄が日本人初の枢機卿に任命される。
- 1961年 - 名張毒ぶどう酒事件。
- 1964年 - アラスカ地震。
- 1968年 - 東京大学の卒業式が、学生による安田講堂占拠のため中止になる。
- 1979年 - スリーマイル島原子力発電所事故。
- 1991年 - 東名高速道路の駒門PA - 厚木IC間の拡幅工事に伴い3車線の新上り線（足柄SA - 大井松田IC間）が開通。同時に同区間の旧上り線を閉鎖し、下り線への改築工事開始。
- 1993年 - 東京都江戸東京博物館が開館。
- 1995年 - 東京都初のコミュニティFM放送局、エフエムむさしの（むさしのFM）が開局。
- 1999年 - 仙台文学館が台原森林公園内に開館。
- 2001年 - 薬害エイズ事件に関連して、安部英に対して第一審・東京地方裁判所が無罪の判決。
- 2001年 - 埼玉高速鉄道赤羽岩淵 - 浦和美園間開業。営団地下鉄南北線・東急目黒線と相互乗り入れ開始。また、東急東横線に特急が新設される。
- 2003年 - H-2Aロケット5号機で、日本初の情報収集衛星「光学1号機」「レーダ1号機」を打上げ[4]。
- 2005年 - スマトラ島沖地震。
- 2005年 - 半世紀ぶりに改訂された新しい日本工業規格のマーク（JISマーク）が発表。10月1日より使用開始。
- 2005年 - TBSテレビにてみのもんたの朝ズバッ! → 朝ズバッ! が放送される。（2014年3月28日までの9年間放送。）
- 2006年 - 第17回イスラエル議会総選挙が行われる。
- 2014年 - 9年間放送した朝ズバッ!（みのもんたの朝ズバッ! を含む。）が放送終了する。（放送開始日と放送終了日が奇しくも同日である。）
- 2016年 - スカイマークが東京地方裁判所からの監督命令の取り消し決定と民事再生手続きの終結を発表[5]。
- 2017年 - 他人の人工多能性幹細胞(iPS細胞)から作製した網膜細胞を、目の重い病気の患者に移植する世界初の手術が、神戸市立医療センター中央市民病院で実施された[6]。
- 2019年 - 1985年1月8日、熊本県松橋町（現在の宇城市）で59歳の男性が刺殺された松橋事件で、殺人犯として刑が確定し服役していた人物について、熊本地方裁判所が、再審無罪判決を言い渡した[7]。
- 2022年 - 新型コロナウィルスの蔓延に伴い、上海でロックダウン（都市封鎖）が開始される[8]。ロックダウンは同年6月1日に解除されたが、封鎖期間中住民生活は大混乱し、食料不足に怒った住民と当局者が衝突が発生した[9]。
- 2025年 - ミャンマー中部の都市サガイン近郊を震源とするM7.7の大地震が発生。マンダレーなど各地で建物や橋が崩壊する甚大な被害が生じ、軍事政権は非常事態宣言を発出。約千キロ南のタイの首都バンコクでも高層ビルが倒壊するなど大きな被害が発生した。

## 誕生日

### 人物

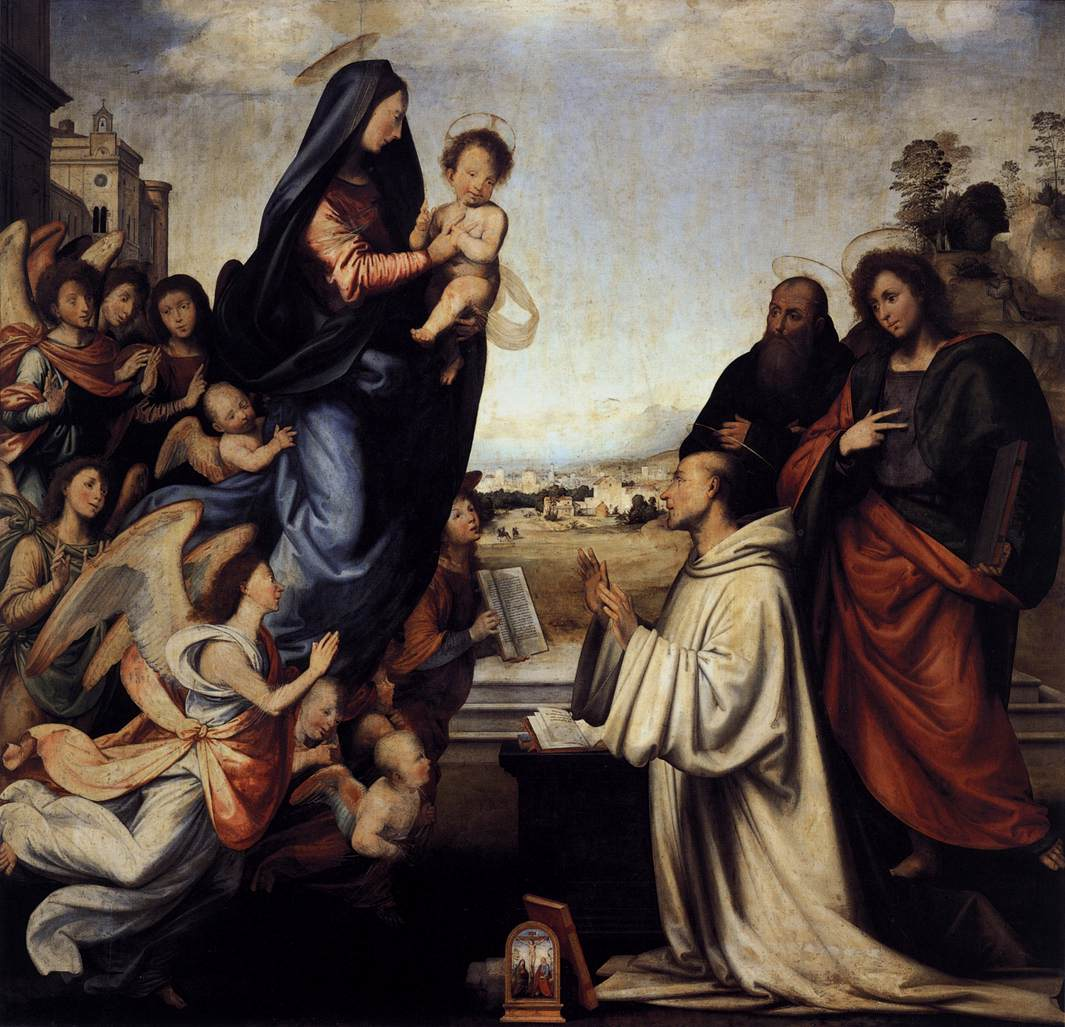
ルネサンス期の画家フラ・バルトロメオ (1472 - 1517) 誕生。画像は『聖ベルナルドゥスの幻視』 (1504 - 1507)。

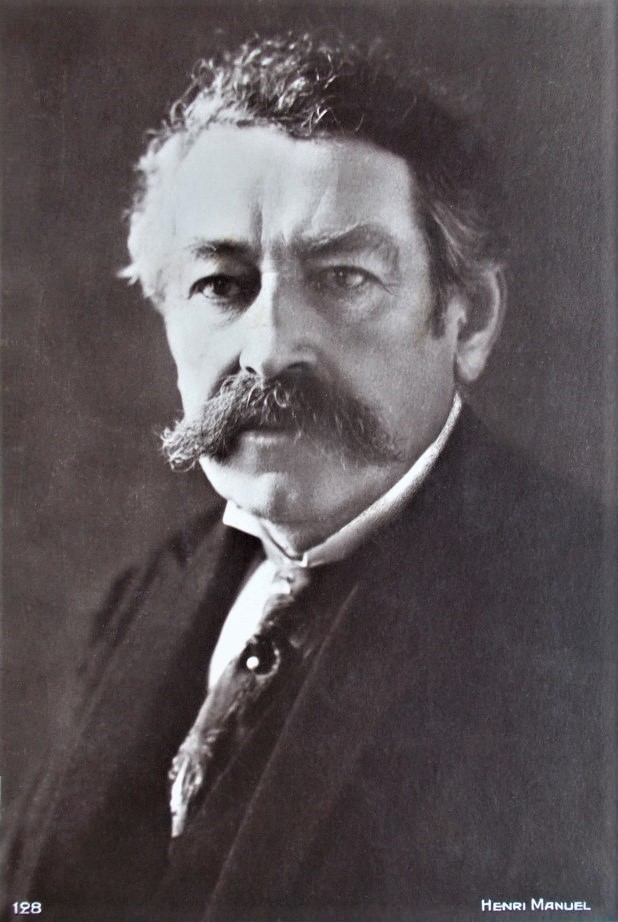
フランスの政治家アリスティード・ブリアン (1862 - 1932) 誕生。ロカルノ条約の締結に尽力。

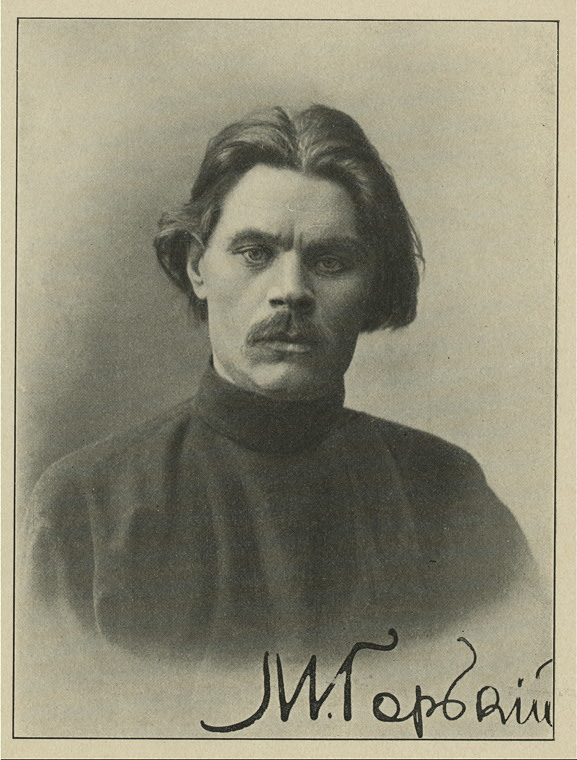
作家マクシム・ゴーリキー (1868 - 1936) 誕生。代表作『どん底』 (1902)。

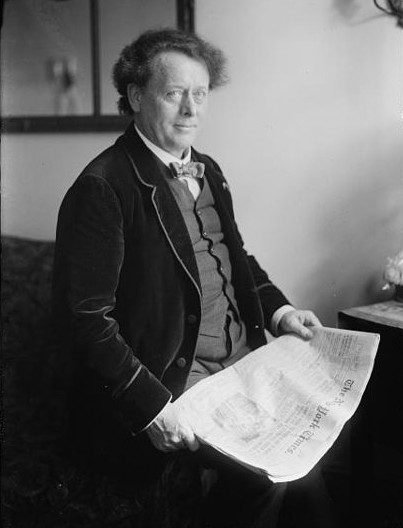
指揮者ウィレム・メンゲルベルク (1871 - 1951) 誕生。

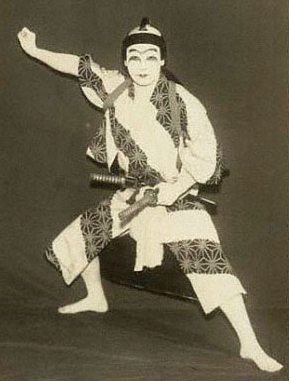
歌舞伎役者、2代目尾上松緑 (1913 - 1989) 誕生。画像は『仮名手本忠臣蔵』の鷺坂伴内。

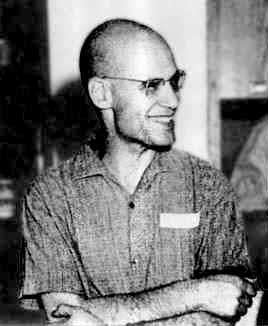
代数幾何学を現代化した数学者アレクサンドル・グロタンディーク (1928 -) 誕生。

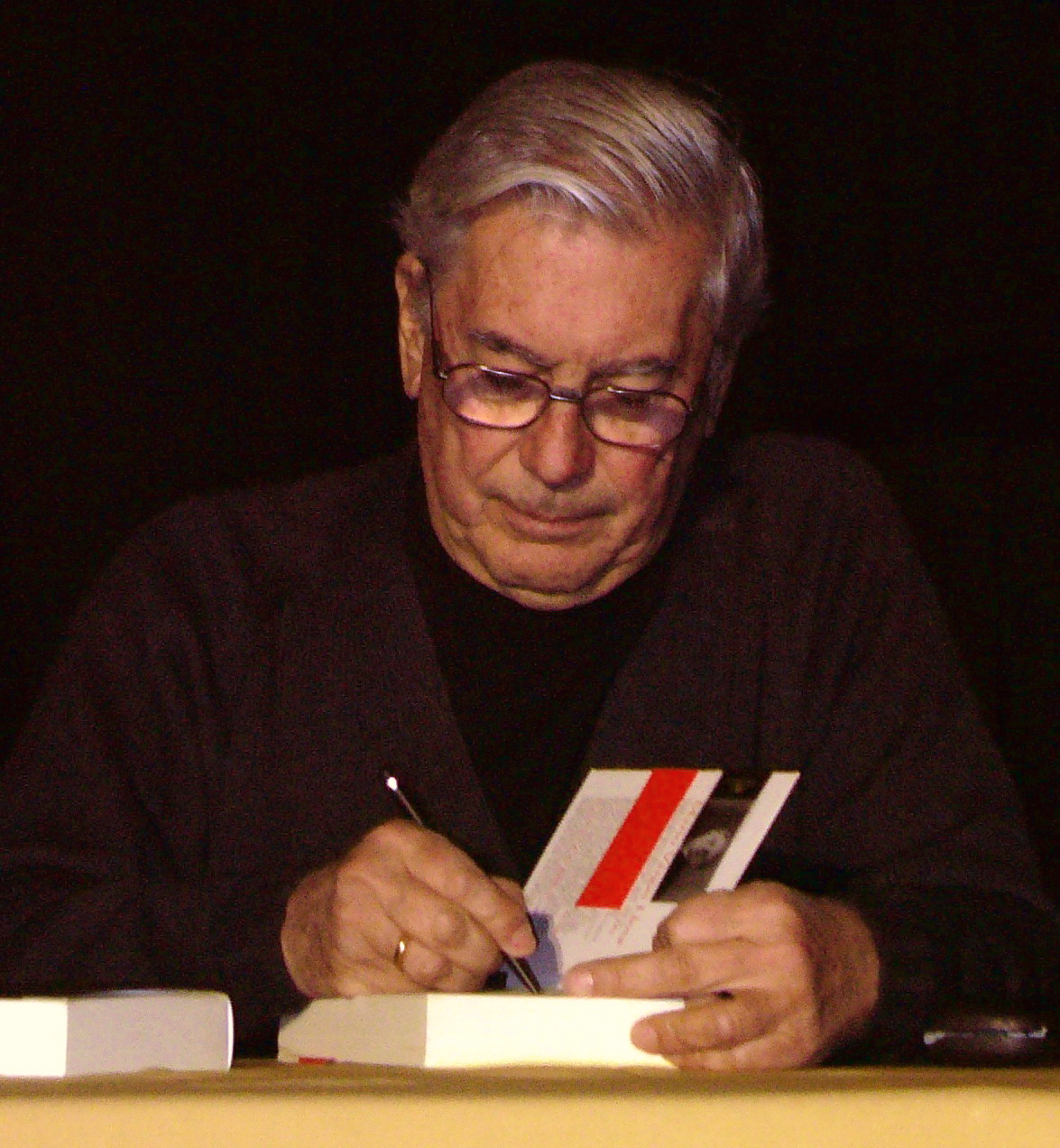
ラテンアメリカ文学の旗手、マリオ・バルガス・リョサ (1936 -) 誕生。

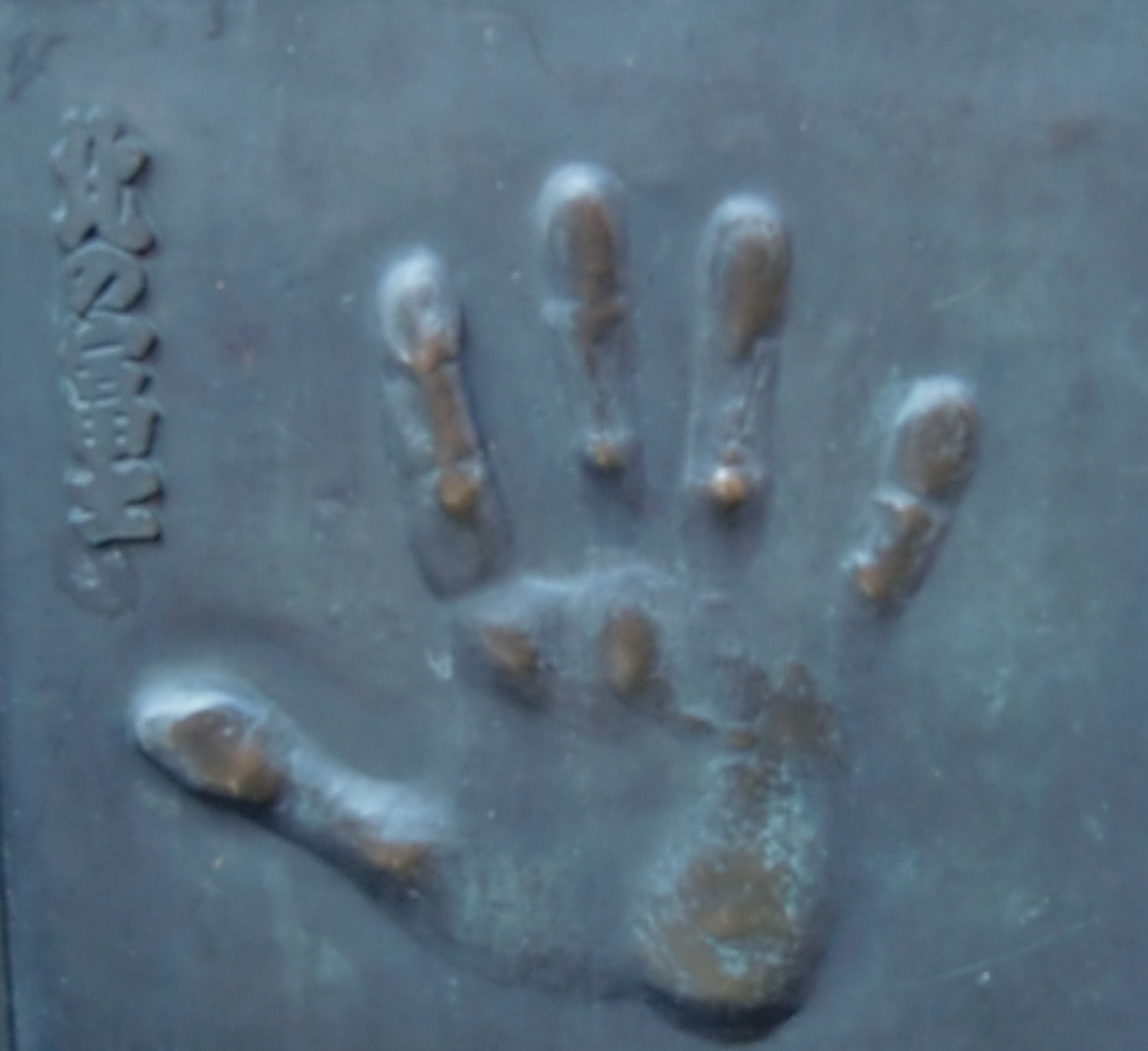
横綱北の富士勝昭 (1942 -) 誕生。

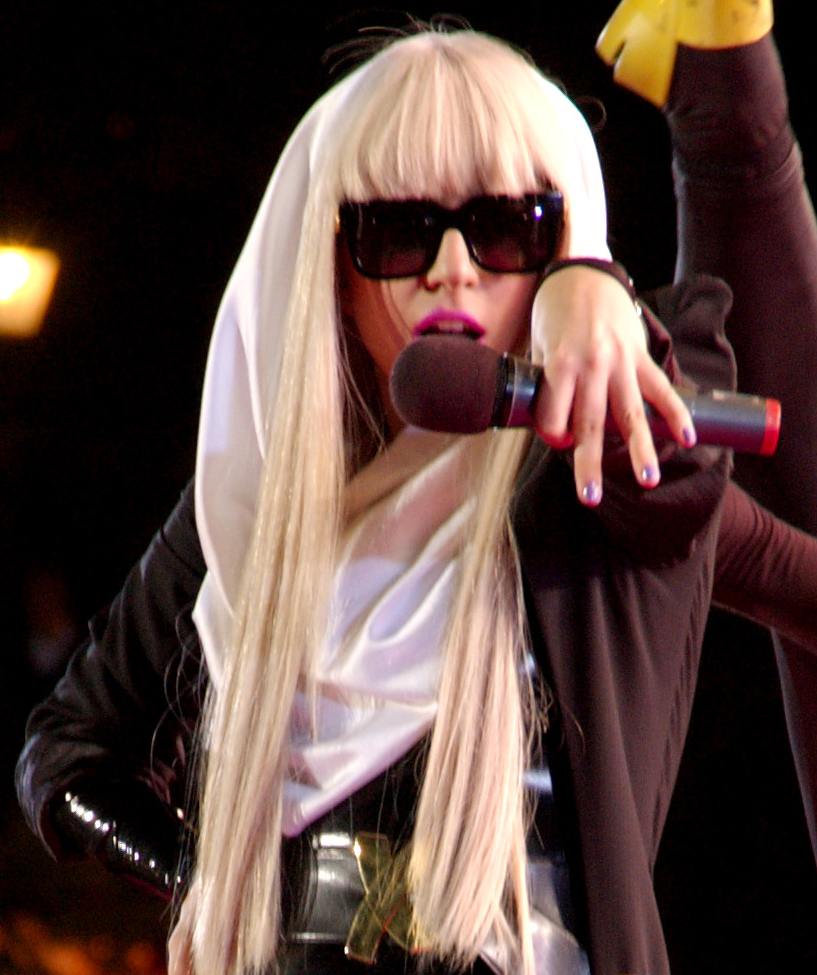
アメリカ合衆国出身の歌手レディー・ガガ(1986-) 誕生。

- 1472年 - フラ・バルトロメオ、画家（+ 1517年）
- 1515年 - アビラのテレサ、神秘家（+ 1582年）
- 1592年 - コメニウス、教育者（+ 1670年）
- 1633年（寛永10年2月19日） - 脇坂安政、龍野藩主（+ 1694年）
- 1667年（寛文7年閏2月4日） - 藤堂高睦、津藩主（+ 1708年）
- 1742年 - ヨハン・ダビット・ウィース、児童文学作家（+ 1818年）
- 1750年 - フランシスコ・デ・ミランダ、ベネズエラの独立運動指導者（+ 1816年）
- 1756年（宝暦6年2月28日） - 織田秀綿、柳本藩主（+ 1806年）
- 1799年 - カール・アドルフ・フォン・バセドウ、医師、バセドウ病の発見者（+ 1854年）
- 1827年（文政10年3月2日） - 稲葉正誼、淀藩主（+ 1848年）
- 1837年 - ウィルヘルム・キューネ、生理学者（+ 1900年）
- 1860年（安政7年）- 岡市之助、第23代陸軍大臣（+ 1916年）
- 1862年 - アリスティード・ブリアン、政治家、フランス首相（+ 1932年）
- 1868年 - マクシム・ゴーリキー、作家（+ 1936年）
- 1871年 - ウィレム・メンゲルベルク、指揮者（+ 1951年）
- 1876年 - 國見山悦吉、大相撲力士（+ 1924年）
- 1878年 - 佐々木惣一、法学者（+ 1965年）
- 1882年 - 石井柏亭、洋画家（+ 1958年）
- 1885年 - 黒澤酉蔵、実業家（+ 1982年）
- 1891年 - 西尾末広、政治家（+ 1981年）
- 1892年 - コルネイユ・ハイマンス、生理学者（+ 1968年）
- 1893年 - 桂小文治 (2代目)、落語家（+ 1967年）
- 1895年 - 高田保、劇作家、随筆家（+ 1952年）
- 1897年 - 萩原雄祐、天文学者（+ 1979年）
- 1897年 - ゼップ・ヘルベルガー、サッカー選手、指導者（+ 1977年）
- 1898年 - 田岡良一、法学者、京都大学名誉教授（+ 1985年）
- 1899年 - 香川綾、教育者、栄養学者、医学博士（+ 1997年）
- 1900年 - 寿岳文章、英文学者、随筆家（+ 1992年）
- 1902年 - 桂三木助（三代目）、落語家（+ 1961年）
- 1903年 - 富井清、政治家、医師、尺八奏者（+ 1974年）
- 1903年 - 清水宏、映画監督（+ 1966年）
- 1903年 - ルドルフ・ゼルキン、ピアニスト（+ 1991年）
- 1906年 - 伊藤真乗、宗教家、真如苑開祖（+ 1989年）
- 1906年 - 田部武雄、野球選手（+ 1945年）
- 1908年 - 穂刈四三二、数学者、旧・東京都立大学名誉教授、元城西大学学長（+ 2004年）
- 1909年 - ネルソン・オルグレン、作家（+ 1981年）
- 1910年 - 坊屋三郎、ヴォードヴィリアン、俳優（+ 2002年）
- 1911年 - 松原操（初代ミス・コロムビア）、歌手（+ 1984年）
- 1912年 - 大岡虎雄、元プロ野球選手（+ 1975年）
- 1912年 - A・バートラム・チャンドラー、SF作家（+ 1984年）
- 1912年 - ルシール・フレッチャー、脚本家、作家（+ 2000年）
- 1913年 - 尾上松緑（二代目）、歌舞伎俳優（+ 1989年）
- 1913年 - 田岡一雄、3代目山口組組長（+ 1981年）
- 1913年 - 篠田桃紅、美術家 （+ 2021年）
- 1913年 - 扇谷正造、ジャーナリスト（+ 1992年）
- 1914年 - ボフミル・フラバル、小説家（+ 1997年）
- 1915年 - 濱谷浩、写真家（+ 1999年）
- 1915年 - 荒巻三之、将棋棋士（+ 1993年）
- 1915年 - ジェイ・リビングストン、作曲家（+ 2001年）
- 1916年 - 岩谷時子、作詞家（+ 2013年）
- 1917年 - 安部徹、俳優（+ 1993年）
- 1917年 - 坂本朝一、放送人、第12代NHK会長（+ 2003年）
- 1921年 - ダーク・ボガード、俳優（+ 1999年）
- 1922年 - 佐藤守良、政治家（+ 1996年）
- 1923年 - 嶋崎均、政治家（+ 1997年）
- 1924年 - 邱永漢、作家（+ 2012年）
- 1927年 - 利根川裕、作家（+ 2024年）
- 1927年 - 永田文夫、音楽評論家、訳詞家（+ 2016年）
- 1928年 - アレクサンドル・グロタンディーク、数学者（+ 2014年）
- 1928年 - ズビグネフ・ブレジンスキー、政治学者、元国家安全保障担当大統領補佐官（+ 2017年）
- 1928年 - 野上龍雄、脚本家（+ 2013年）
- 1928年 - 前川明人、歌人、被爆者
- 1929年 - 蓬萊泰三、脚本家、作詞家（+ 2018年）
- 1929年 - 色川武大、作家（+ 1989年）
- 1930年 - ジェローム・アイザック・フリードマン、物理学者
- 1932年 - 本多勝一、ジャーナリスト
- 1932年 - 三石精一、指揮者
- 1933年 - ばばこういち、ジャーナリスト（+ 2010年）
- 1934年 - 高倉みゆき、女優
- 1934年 - 飯倉照平、中国文学者（+ 2019年）
- 1934年 - レスター・R・ブラウン、思想家、環境活動家
- 1936年 - マリオ・バルガス・リョサ、小説家（+ 2025年）
- 1936年 - 藤巻潤、俳優
- 1936年 - 羽黒花統司、大相撲力士（+ 1984年）
- 1937年 - 村井仁、通産官僚、政治家
- 1939年 - 絵沢萌子、女優（+ 2022年）
- 1940年 - 塩山紀生、アニメーター、イラストレーター（+ 2017年）
- 1940年 - 斎藤精一郎、エコノミスト
- 1942年 - 北の富士勝昭、大相撲第52代横綱（+ 2024年）
- 1942年 - 木村庄之助 (33代)、元大相撲立行司
- 1942年 - 松井昌雄、宗教家、実業家
- 1942年 - ダニエル・デネット、哲学者（+ 2024年）
- 1942年 - マイク・ニューウェル、映画監督
- 1942年 - ジェリー・スローン、元バスケットボール選手、指導者（+ 2020年）
- 1944年 - リック・バリー、元バスケットボール選手
- 1945年 - 笹倉武久、元騎手、元調教師（+ 2021年）
- 1945年 - ロドリゴ・ドゥテルテ、政治家、フィリピン第16代大統領
- 1946年 - ヘンリー・ポールソン、第74代アメリカ合衆国財務長官
- 1946年 - アレハンドロ・トレド、政治家、元ペルー大統領
- 1946年 - 野田義治、実業家、サンズエンタテインメント社長、イエローキャブ創業者
- 1947年 - 高田ひろお、作詞家、絵本作家、脚本家
- 1947年 - 平山泰代、歌手（紙ふうせん）
- 1948年 - ダイアン・ウィースト、女優
- 1948年 - ミラン・ウィリアムズ、ミュージシャン（+ 2006年）
- 1949年 - 伊武雅刀、俳優、声優、ナレーター
- 1952年 - 三崎政直、政治家、元京都府京丹後市長
- 1952年 - トニー・ブライズ、レーシングドライバー（+ 1975年）
- 1954年 - 佐藤雅彦、メディアクリエーター
- 1956年 - 石坂啓、漫画家
- 1957年 - 吉田祐健、俳優
- 1958年 - カート・ヘニング、プロレスラー（+ 2003年）
- 1959年 - ラウラ・チンチージャ、政治家
- 1960年 - 安藤勝己、元騎手
- 1960年 - 濱口楠彦、騎手（+ 2013年）
- 1960年 - 石田衣良、小説家
- 1960年 - エリック＝エマニュエル・シュミット、劇作家
- 1961年 - おかけんた、漫才師（おかけんた・ゆうた）
- 1961年 - グレン・デービス、元プロ野球選手、実業家、政治家
- 1962年 - 井上正治、漫画家
- 1962年 - 鷲生功、俳優
- 1963年 - 赤木俊夫、財務官僚（+ 2018年）
- 1963年 - 本多知恵子、声優（+ 2013年）
- 1963年 - ニーナ・アナニアシヴィリ、バレリーナ
- 1965年 - こしばてつや、漫画家
- 1967年 - 安生洋二、プロレスラー
- 1968年 - アイリス・チャン、ジャーナリスト（+ 2004年）
- 1968年 - 大河内一楼、脚本家、小説家
- 1968年 - 戸田昌宏、俳優
- 1968年 - 三渡洲アデミール、元サッカー選手
- 1969年 - 的場浩司、俳優
- 1969年 - 宮本裕子、女優
- 1969年 - 富岡佳子、ファッションモデル
- 1969年 - 川島正一、調教師
- 1969年 - 松沢夏樹、漫画家
- 1969年 - イルケ・ヴィルダ、陸上競技選手（+ 2024年）
- 1970年 - 水野真紀、女優
- 1970年 - ヴィンス・ヴォーン、俳優
- 1970年 - 岡孝博、彫刻家
- 1971年 - 長尾大、ミュージシャン
- 1971年 - 大北浩士、神社仏閣愛好家、ミリタリー愛好家、フリーライター、写真家
- 1971年 - 盧廷潤、元サッカー選手
- 1971年 - 島津亜矢、歌手
- 1972年 - 古谷実、漫画家
- 1972年 - 栗原まもる、漫画家
- 1972年 - 加藤亜希子、アナウンサー
- 1972年 - 鄭珉哲、元プロ野球選手
- 1972年 - ミノルクリス滝沢、ラジオパーソナリティ、DJ、モータージャーナリスト
- 1973年 - いとうかなこ、歌手
- 1973年 - 小林彩子、歌手、女優
- 1973年 - 国府達矢、歌手、作曲家
- 1973年 - 小松利昌、俳優
- 1973年 - 程嶋しづマ、俳優、声優
- 1973年 - エディ・ファトゥ、プロレスラー（+ 2009年）
- 1974年 - 岸尾だいすけ、声優
- 1974年 - 西田多江、アナウンサー
- 1975年 - 神田うの、タレント、モデル
- 1975年 - 保村真、声優
- 1975年 - 國友真由美、アナウンサー
- 1975年 - 三浦華子、元体操選手
- 1975年 - フリオ・ズレータ、元プロ野球選手
- 1975年 - イバン・エルゲラ、サッカー選手
- 1976年 - 青木治親、WGPライダー
- 1976年 - 門脇英基、総合格闘家
- 1977年 - 多村仁志、元プロ野球選手
- 1978年 - 井上詩織、AV女優
- 1979年 - 岡平健治、ミュージシャン（元19）
- 1980年 - 堀越啓仁、政治家
- 1980年 - 瀧波ユカリ、漫画家
- 1980年 - 葵みのり、元AV女優
- 1980年 - アンジェラ・レイナー、政治家
- 1981年 - 梶剛、お笑い芸人（元アイスクリーム ）
- 1981年 - 藤村知可、女優、声優
- 1981年 - 水瀬マユ、漫画家
- 1981年 - 石川雅実、元プロ野球選手
- 1981年 - ジュリア・スタイルズ、女優
- 1982年 - 小泉エリ、マジシャン
- 1983年 - 市川円香、タレント
- 1984年 - 天海麗、元AV女優
- 1984年 - クリストファー・サンバ、サッカー選手
- 1985年 - 鈴木明子、元フィギュアスケート選手
- 1985年 - ミユキニシジマ、ダンサー、女優、タレント
- 1985年 - スタニスラス・ワウリンカ、テニス選手
- 1985年 - チアゴ・ダ・シルバ、プロ野球選手
- 1986年 - 古味直志、漫画家
- 1986年 - 吉川麻衣子、元タレント、元女優、元モデル
- 1986年 - レディー・ガガ、歌手
- 1987年 - 豊田拓矢、元プロ野球選手
- 1987年 - 大西智也、元陸上選手
- 1988年 - 鈴木藤丸、俳優
- 1988年 - 渚、元AV女優
- 1988年 - ライアン・ケイリッシュ、プロ野球選手
- 1988年 - 出口恵理、ミュージカル俳優
- 1989年 - 渡辺裕太、俳優
- 1989年 - 木三原さくら、女優、タレント
- 1989年 - ミラ・リャン、フィギュアスケート選手
- 1989年 - カタリナ・ゲルボルト、元フィギュアスケート選手
- 1990年 - エカテリーナ・ボブロワ、元フィギュアスケート選手
- 1990年 - ルカ・マッローネ、サッカー選手
- 1991年 - 黒木優子、プロボクサー
- 1991年 - 飛鳥凛、女優
- 1991年 - 飯田哲矢、元プロ野球選手
- 1991年 - 加藤翔平、元プロ野球選手
- 1991年 - 仲尾次オスカル、元プロ野球選手
- 1991年 - あきらかにあきら、ミュージシャン（THE ORAL CIGARETTES）
- 1991年 - 村澤明伸、陸上選手
- 1992年 - 佐藤エリ、ファッションモデル、タレント
- 1993年 - 高橋龍輝、俳優
- 1993年 - 森谷佳奈、山陰放送アナウンサー
- 1994年 - 田中梨奈、アイドル（元JK21）
- 1994年 - 中島広稀、俳優
- 1994年 - Jackson、歌手（GOT7）
- 1995年 - 三浦糀、漫画家
- 1996年 - 三上りん子[10]、モデル、レースクイーン
- 1997年 - 真木蛍五、漫画家
- 1997年 - 松村朱咲、元プロ野球選手
- 1997年 - ナム・ヒドゥ、プロアイスホッケー選手
- 1998年 - 相澤莉多、俳優
- 1998年 - 希水しお、声優、歌手
- 1999年 - 加藤脩平、元プロ野球選手
- 1999年 - 吉武千颯、声優、歌手
- 2000年 - 嶋津雄大、陸上競技選手
- 2000年 - カン・ミンワン、プロアイスホッケー選手
- 2002年 - 松本かれん、アイドル（FRUITS ZIPPER）
- 2003年 - 石川翔鈴、タレント、インフルエンサー（元Five emotion）
- 2005年 - 川﨑星輝、アイドル（ジュニア、少年忍者）
- 2006年 - ジフン、アイドル（TWS）
- 生年不詳 - 加藤寛規、声優
- 生年不詳 - 深崎暮人、イラストレーター、原画家
- 生年不詳 - アリスン、漫画家
- 生年不詳 - 池上花英、漫画家
- 生年不詳 - しゃあ、漫画家、イラストレーター
- 生年不詳 - 高室弓生、漫画家
- 生年不詳 - 谷澤みき、4コマ漫画家

### 人物以外（動物など）
- 1985年 - アサティス、競走馬（+ 2007年）
- 1985年 - メジロアルダン、競走馬（+ 2002年）
- 1989年 - アドラーブル[11]、競走馬（+ 2005年）
- 2006年 - ネコパンチ、競走馬、誘導馬

## 忌日

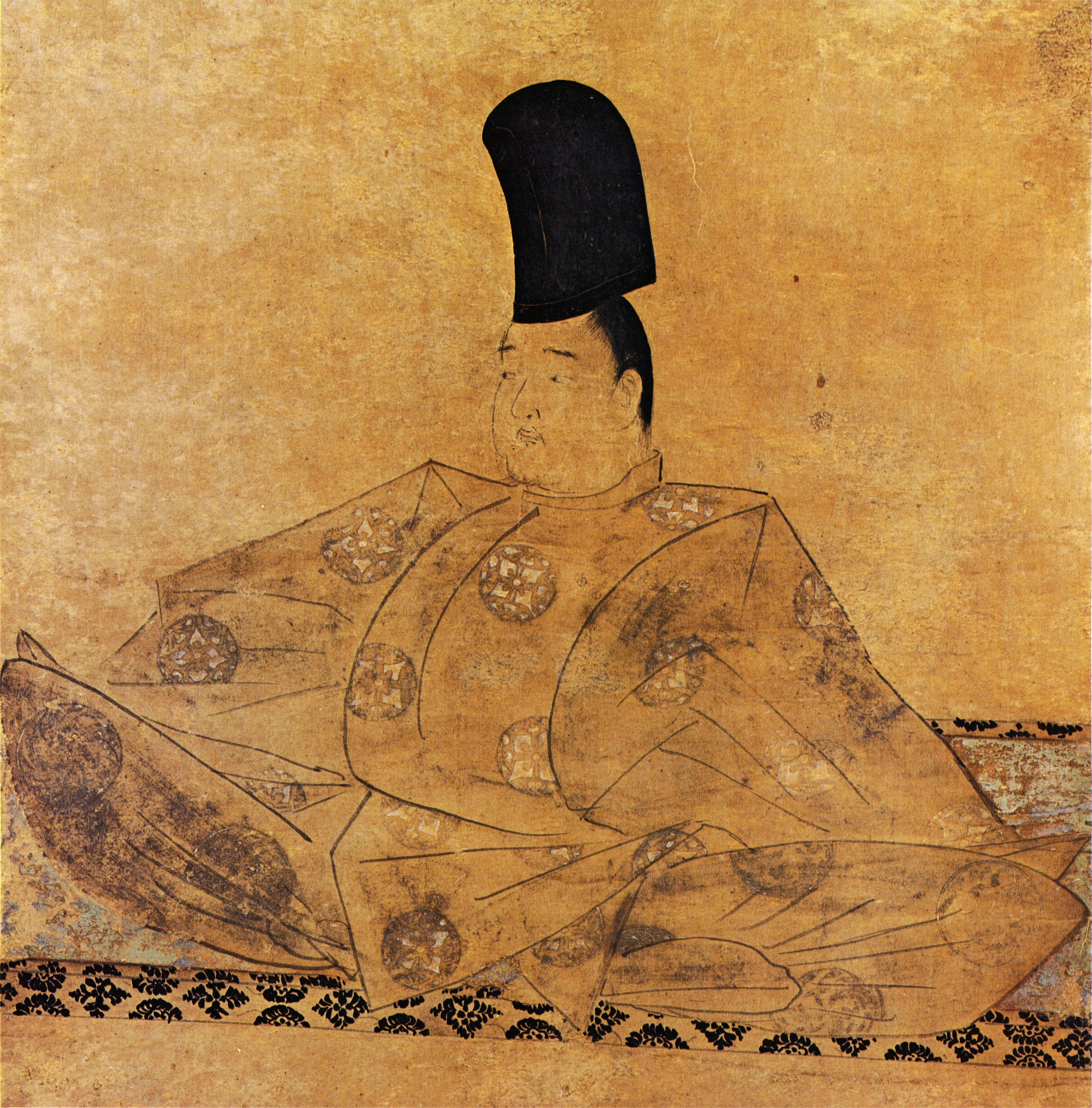
後鳥羽天皇 (1180 - 1239) 崩御。画像は水無瀬神宮蔵、伝藤原信実筆後鳥羽院像。

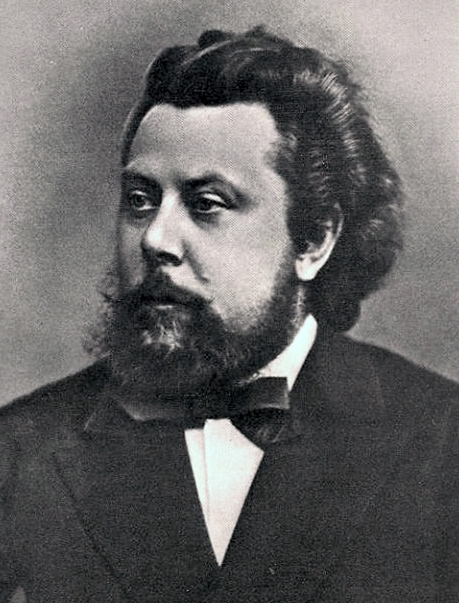
作曲家モデスト・ムソルグスキー (1839 - 1881) 没。

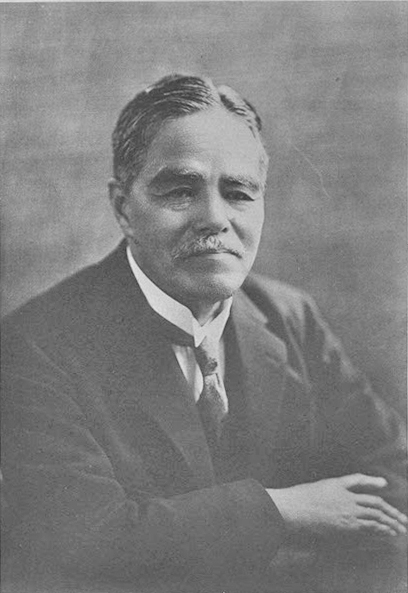
無教会主義を唱えたキリスト教思想家、内村鑑三 (1861 - 1930)没。

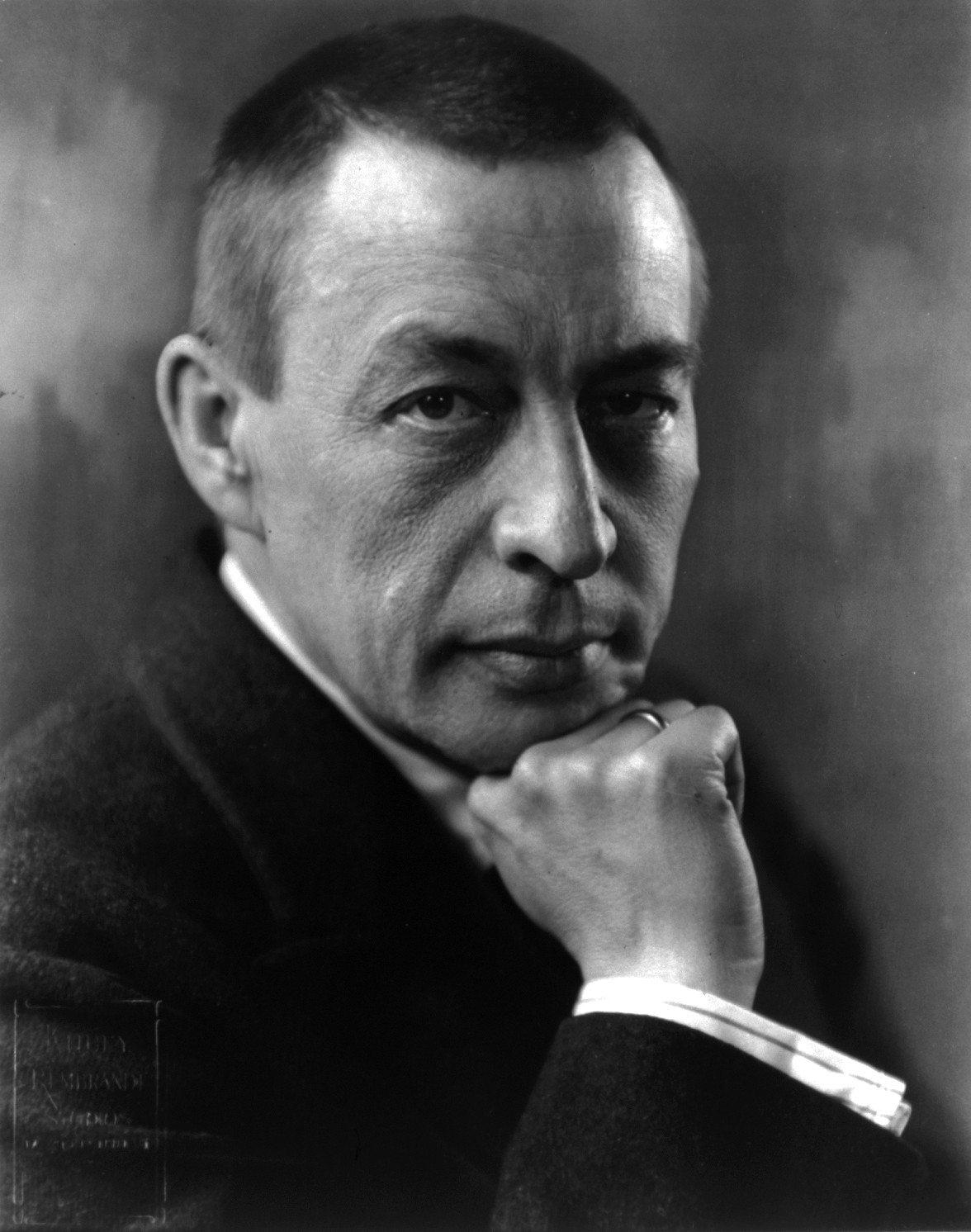
作曲家・ピアニスト、セルゲイ・ラフマニノフ (1873 - 1943)没。

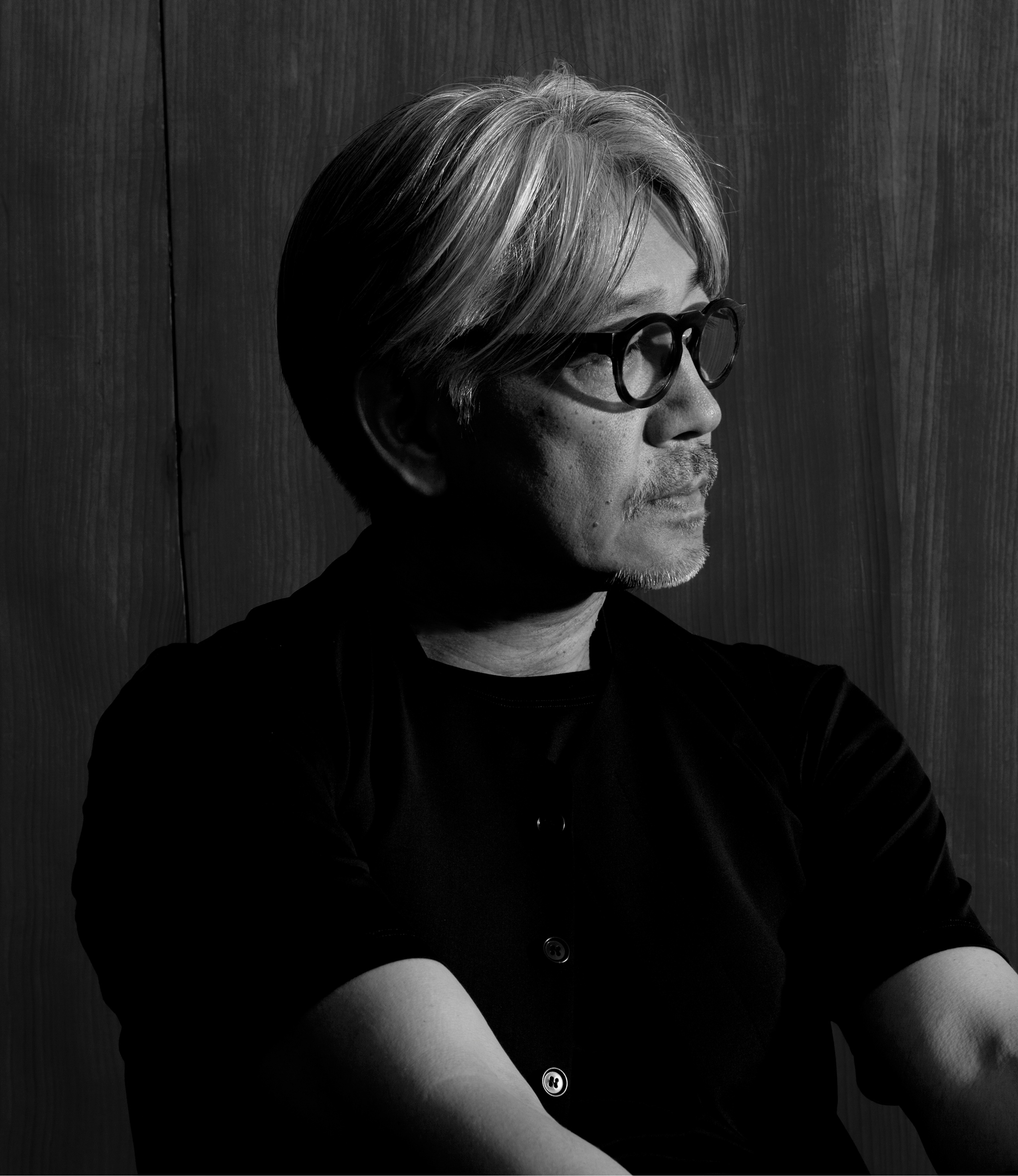
作曲家・ピアニスト、坂本龍一 (1952 - 2023)没。

- 193年 - ペルティナクス、ローマ皇帝（* 126年）
- 1239年（延応元年2月22日） - 後鳥羽天皇、第82代天皇（* 1180年）
- 1241年 - ヴァルデマー2世、デンマーク王（* 1170年）
- 1563年 - グラレアヌス、音楽理論家（* 1488年）
- 1584年 - イヴァン4世、王族、モスクワ大公初代ツァーリ（* 1530年）
- 1687年 - コンスタンティン・ホイヘンス（英語版）、詩人、作曲家（* 1596年）
- 1712年 - ヤン・ファン・デル・ヘイデン、画家、発明家（* 1637年）
- 1790年 - フランソワ＝エリー・ヴァンサン（フランス語版）、画家（* 1708年）
- 1840年 - サイモン・アントワーヌ・ジャン・リュイリエ、数学者（* 1750年）
- 1868年 - ジェイムズ・ブルーデネル (第7代カーディガン伯爵)、イギリスの陸軍軍人、政治家（* 1797年）
- 1870年 - ジョージ・ヘンリー・トーマス、アメリカ陸軍の少将（* 1816年）
- 1874年 - ペーター・ハンゼン、天文学者（* 1795年）
- 1881年 - モデスト・ムソルグスキー、作曲家（* 1839年）
- 1885年 - ルードヴィグ・ヌールマン、作曲家、指揮者、ピア二スト（* 1831年）
- 1894年 - 金玉均、政治家（* 1851年）
- 1905年 - 黄遵憲、清朝の詩人、外交官（* 1848年）
- 1907年 - チック・スタル、元プロ野球選手（* 1873年）
- 1910年 - エドゥアール・コロンヌ、ヴァイオリニスト、指揮者（* 1838年）
- 1917年 - アルバート・ピンカム・ライダー、画家（* 1847年）
- 1930年 - 内村鑑三、キリスト教思想家（* 1861年）
- 1933年 - フリードリッヒ・ザンデル、宇宙工学者（* 1887年）
- 1938年 - 鄭孝胥、満州国国務総理大臣（* 1860年）
- 1939年 - 田中光顕、陸援隊幹部、陸軍少将、宮内大臣（* 1843年）
- 1941年 - ヴァージニア・ウルフ、小説家（* 1882年）
- 1942年 - 鎌田勝太郎、実業家、政治家（* 1864年）
- 1943年 - セルゲイ・ラフマニノフ、作曲家、ピアニスト（* 1873年）
- 1947年 - ジョニー・エバース、元プロ野球選手（* 1881年）
- 1949年 - グリゴラシュ・ディニク、作曲家、ヴァイオリニスト（* 1889年）
- 1953年 - ジム・ソープ、陸上競技、プロ野球選手（* 1888年）
- 1958年 - 築田多吉、看護師（* 1872年）
- 1958年 - チャック・クライン、プロ野球選手（* 1904年）
- 1959年 - 万代順四郎、銀行家、元三井銀行会長（* 1883年）
- 1963年 - 亀山直人、応用科学者（* 1890年）
- 1966年 - 二川文太郎、映画監督、脚本家（* 1899年）
- 1969年 - ドワイト・D・アイゼンハワー、政治家、第34代アメリカ合衆国大統領（* 1890年）
- 1972年 - ドニー・ブッシュ、元プロ野球選手（* 1887年）
- 1973年 - 椎名麟三、小説家（* 1911年）
- 1974年 - フランソワーズ・ロゼー、女優（* 1891年）
- 1974年 - ディノ・チアーニ、ピアニスト（* 1941年）
- 1975年 - 佐賀ノ花勝巳、大相撲力士（* 1917年）
- 1977年 - エリック・シプトン、登山家（* 1907年）
- 1977年 - 栃光正之、大相撲力士（* 1933年）
- 1978年 - 野田誠三、実業家、元阪神電気鉄道（阪神電鉄） 社長（* 1895年）
- 1981年 - 二代戸田利兵衛、実業家、元戸田組（現戸田建設）社長（* 1886年）
- 1981年 - 本間利章[12]、実業家、元ミキモト社長（* 1913年）
- 1982年 - ウイリアム・ジオーク、化学者（* 1895年）
- 1983年 - ワルワーラ・ブブノワ、美術家（* 1886年）
- 1985年 - マルク・シャガール、画家（* 1887年）
- 1986年 - ヴァージニア・ギルモア、女優（* 1919年）
- 1987年 - マリア・フォン・トラップ、トラップファミリー合唱団結成者（* 1905年）
- 1987年 - パトリック・トラウトン、俳優（* 1920年）
- 1987年 - 尾上辰之助 (初代)、歌舞伎役者（* 1946年）
- 1988年 - 沼川浩子、アナウンサー（* 1961年）
- 1990年 - 石田徳次郎、実業家、元大日本スクリーン製造社長（* 1918年）
- 1994年 - ウジェーヌ・イヨネスコ、劇作家（* 1909年）
- 1995年 - 目時春雄、元プロ野球選手（* 1925年）
- 1996年 - 金丸信、政治家、元副総理、民間活力導入担当大臣、第34代建設大臣、第35代防衛庁長官、第3代国土庁長官（* 1914年）
- 1996年 - 早崎文司、俳優（* 1929年）
- 1996年 - ハンス・ブルーメンベルク、哲学者（* 1920年）
- 2001年 - 藤本二三代、歌手（* 1946年）
- 2001年 - 木崎ひろすけ、漫画家（* 1965年）
- 2003年 - 浅田和男、実業家、西日本電信電話初代社長（* 1939年）
- 2004年 - ピーター・ユスティノフ、俳優、作家（* 1921年）
- 2004年 - うしおそうじ、漫画家、特撮プロデューサー、演出家（* 1921年）
- 2004年 - ピーター・ユスティノフ、俳優、作家（* 1921年）
- 2005年 - モーラ・リンパニー、ピアニスト（* 1915年）
- 2005年 - 鰐淵俊之、政治家、元釧路市長（* 1936年）
- 2006年 - キャスパー・ワインバーガー、アメリカ合衆国国防長官（* 1917年）
- 2006年 - 田島義博、経済学者（* 1931年）
- 2007年 - 横地治男、柔道家（* 1912年）
- 2008年 - 鈴木和夫、政治家、元多賀城市長（* 1926年）
- 2009年 - 大橋貞雄、実業家、元共同印刷社長（* 1908年）
- 2009年 - 早川良雄、グラフィックデザイナー（* 1917年）
- 2009年 - 盛田慶吉[13]、実業家、元敷島製パン社長（* 1924年）
- 2010年 - ハーブ・エリス、ジャズミュージシャン、ギタリスト（* 1921年）
- 2010年 - デルリス・フロレンティン、サッカー選手（* 1984年）
- 2011年 - 氏家齊一郎、日本テレビ会長、元日本民間放送連盟会長（* 1926年）
- 2011年 - 千代丸健二、ジャーナリスト、作家、人権活動家（* 1933年）
- 2011年 - 寄本勝美、行政学者・環境政策学者（* 1940年）
- 2012年 - 福田正臣、医師、内科医（* 1919年）
- 2012年 - アレクサンドル・アルチュニアン、作曲家、ピアニスト（* 1920年）
- 2012年 - ジェリー・マケイン、ブルース・ミュージシャン（* 1930年）
- 2013年 - リチャード・グリフィス、俳優（* 1947年）
- 2013年 - ヒュー・マクラッケン、ギタリスト（* 1942年）
- 2013年 - ヴォルフガング・シュルツ、フルート奏者（* 1946年）
- 2014年 - 森禮子、小説家、劇作家（* 1928年）
- 2015年 - ミロスラフ・オンドリチェク、撮影監督（* 1934年）
- 2016年 - 永田恒治、弁護士（* 1936年）
- 2017年 - 渋谷文久、政治家（* 1938年）
- 2017年 - 渡辺邦彦、映画監督（* 1934年）
- 2018年 - リヴィア・レーフ、ピアニスト（* 1916年）
- 2018年 - 月亭可朝、落語家、タレント（* 1938年）
- 2019年 - 中西香爾、化学者、コロンビア大学名誉教授（* 1925年）
- 2019年 - 邊見正和[14]、元海上保安庁警備救難監、元日本海難防止協会専務理事（* 1933年）
- 2020年 - ヘルタ・テッパー、アルト歌手（* 1924年）
- 2020年 - 小林俊弘、政治家、元小諸市長（* 1931年）
- 2020年 - 堀川とんこう、テレビプロデューサー、演出家（* 1937年）
- 2020年 - 李英和、北朝鮮研究者、関西大学教授（* 1954年）
- 2020年 - 鶴嶺山宝一、元大相撲力士（* 1959年）
- 2021年 - ディディエ・ラツィラカ、軍人、政治家、マダガスカル民主共和国大統領、マダガスカル共和国初代大統領（* 1936年）
- 2021年 - リウ・カイチー、俳優（* 1954年）
- 2021年 - 和田アキラ、ギタリスト（プリズム）（* 1956年）
- 2021年 - 高木ゑみ、料理研究家（* 1985年）
- 2022年 - 緒方信一郎、自治官僚、元国立国会図書館館長・衆議院事務総長・日本道路公団総裁（* 1933年）
- 2022年 - 菊地信義、装幀家（* 1943年）
- 2022年 - 広田泉、鉄道写真家（* 1969年）
- 2022年 - Sing J Roy、レゲエミュージシャン（* 1974年）
- 2023年 - セオドール・ディーナー、植物病理学者、ウイロイド発見者（* 1921年）
- 2023年 - 黒羽亮一、教育学者（* 1928年）
- 2023年 - 齋藤愼爾、俳人、編集者、文芸評論家（* 1939年）
- 2023年 - 坂本龍一、ミュージシャン（* 1952年）
- 2024年 - 馬識途、作家、詩人、書道家（* 1915年）
- 2024年 - 北垣宗治[15]、英文学者、同志社大学名誉教授（* 1929年）
- 2024年 - 平林鴻三、政治家、第67代郵政大臣、第8-10代鳥取県知事（* 1930年）
- 2024年 - さとうわきこ、絵本作家（* 1935年）
- 2024年 - マリアン・ザジーラ、イト・アーティスト、デザイナー、画家、ミュージシャン（* 1940年）
- 2025年 - 芦屋小雁、喜劇俳優（* 1933年）
- 2025年 - 根路銘国昭、獣医師、ウイルス学者（* 1939年）
- 2025年 - 三代目三遊亭小圓右、落語家（* 1950年）

### 人物以外（動物など）
- 1945年 - ウラヌス号、1932年ロサンゼルス五輪馬術競技金メダリスト西竹一陸軍大佐の愛馬（* 1919年?）
- 2014年 - ヤエノムテキ、競走馬（*1985年）

## 記念日・年中行事

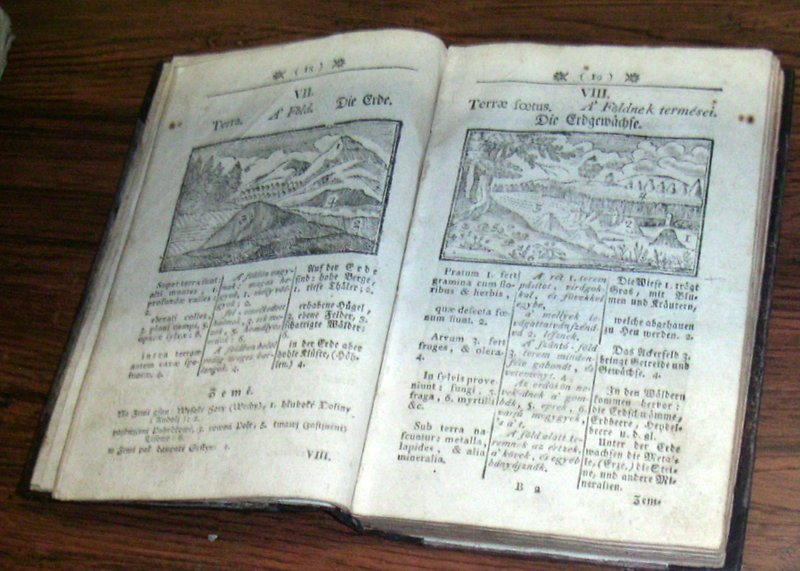
チェコとスロバキアの教師の日。チェコの教育者コメニウスの誕生日を記念している。画像は世界初のイラスト入り教科書とも言われるコメニウスの『世界図絵』 (1658)。

- チベット農奴解放記念日（中国語版）（ 中国チベット自治区）
1959年のこの日、中華人民共和国政府がチベット政府の廃止を宣言した。
- 教師の日（ チェコ・ スロバキア）
チェコ生まれの教育者コメニウスの誕生日。
- シルクロードの日
1900年のこの日、スウェーデンの歴史家・探検家スヴェン・ヘディンが、シルクロードの古代オアシス都市を発見したことに由来[3]。
- 三ツ矢サイダーの日（ 日本）
「み(3)つ(2)や(8)」の語呂合わせ。アサヒ飲料が制定。
- 京都裏千家利休忌（ 日本）
千利休の祥月命日は、旧暦天正19年2月28日没。裏千家では3月28日に利休忌を執り行う[16]。裏千家では歴代宗匠の命日に茶を供えて遺徳を偲ぶ日が年間3回あり、3月28日の利休忌、7月5日の精中・圓能・無限忌、11月19日の宗旦忌を裏千家三大忌という。
- 刀剣乱舞・審神者の日（ 日本）
ブラウザゲーム『刀剣乱舞』にちなんだ記念日。
「さ(3)に(2)わ(8)」の語呂合わせから来ている。該当ゲームが2025年に10周年記念を迎える事から、日本記念日協会に申請し、記念日登録された[17]。